# サリーマ・スルターン・ベーグム
サリーマ・スルターン・ベーグム（ウルドゥー語: سلیمہ سلطان بیگم, Salima Sultan Begum, 1539年2月23日 - 1612年12月27日）は、北インド、ムガル帝国の第3代皇帝アクバルの妃。宰相バイラム・ハーンの元妻でもあった。

## 生涯
1539年2月23日、フワージャ・ヌールッディーン・ムハンマド・ミールザーの娘として生まれた。
1557年11月、サリーマはバイラム・ハーンとジャランダルで結婚し、その妻となった。
1561年、夫バイラム・ハーンが失脚し、殺害されると、同年9月以降に帝国の皇帝アクバルと結婚した。
1612年12月27日、サリーマはデリーで死亡した。